# Hagen Hilderhof
Hagen Hilderhof (* 23. Juli 1937 in Heidelberg) ist ein freischaffender Bildhauer.

## Leben

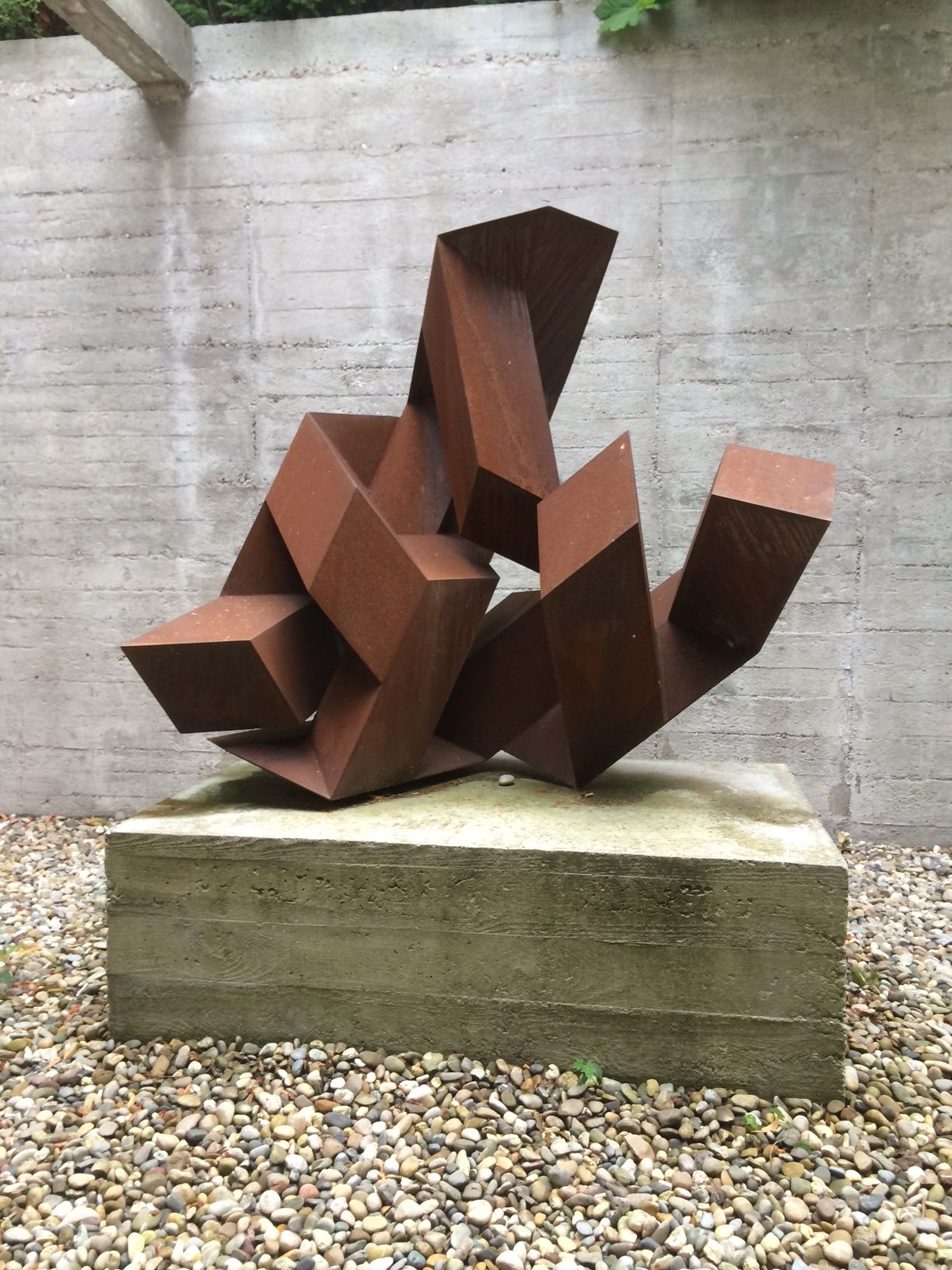
Hagen Hilderhof 4 mal 3, 2012, Standort: Lernzentrum Physik TU Darmstadt

Hilderhof wurde 1937 als ältester Sohn eines Mathematiklehrers in Heidelberg geboren. Es folgten noch die Brüder Harald und Kurt. Hagen Hilderhof ging in Wertheim zur Schule. Nach dem Schulabschluss machte er von 1955 bis 1958 ein Volontariat bei zwei Architekten in Würzburg und Düsseldorf.
Seit 1959 ist er als freischaffender Künstler tätig. Bereits im Alter von 16 Jahren hatte er erste Skulpturen aus Ton vermischt mit Zement geschaffen. Hagen Hilderhof sieht seine Arbeit als Teil der konkreten Kunst. Begonnen hat er damit, Winkelstreifen zu vertauschen, indem er ihre Zuordnung im Raum berücksichtigt. Dabei stützt er sich auf die Ästhetik mathematisch berechenbarer Formen als objektivierte Ausdrucksform. Er beschreibt seine Arbeit folgendermaßen: „Ich stütze mich bei meinen Arbeiten auf die Ästhetik mathematisch berechenbarer Formen als einer objektivierten Ausdrucksform. Mein Bestreben ist eine sich selbst organisierende Struktur zu finden, die ich durch Hinzufügen und Beschneiden mitbestimme.“ (Hagen Hilderhof, Skulpturen 2007, S. 8).
Hilderhof ist langjähriges Mitglied der Düsseldorfer Sezession und der Darmstädter Sezession. In beiden Sezessionen hatte er zeitweise Funktionen im Vorstand inne. Auch ist er Mitglied im Verein der Düsseldorfer Künstler. 
Von 1981 bis 1992 hatte er für das Fach Gestaltungslehre einen Lehrauftrag an Gesamthochschule/Universität Wuppertal inne. Auf Initiative seines Künstlerfreundes Hans Sieverding (* 1937) nahm er 1993 seinen Hauptwohnsitz im Schloss Fürstenau (Michelstadt) im Odenwald. Dort ist es im gelungen, Leben und künstlerisches Schaffen unter einem Dach zu vereinen.

## Werke
Hilderhof arbeitet in Holz, Aluminium und in den letzten Jahrzehnten vor allem Corten-Stahl.
Der Schwerpunkt der Arbeiten liegt auf großformatigen, geometrisch-abstrakten Metallplastiken.
Seine Plastik „Zwei mal vier“ (2009) ist vor dem Künstlerhaus in der Sittarder Straße Nr. 5, Düsseldorf, aufgestellt. 
Auf dem Campus Lichtwiese der Technischen Universität Darmstadt steht seit 2017 die Cortenstahl-Skulptur Hammerrad. Beide Arbeiten sind aus Parallelepipeden zusammengesetzt.

## Ausstellungen
Seit seiner ersten Ausstellung im Jahre 1969 in Sydney in Australien folgten zahlreiche weitere Ausstellungen in Deutschland, Europa und der früheren Sowjetunion. Arbeiten im öffentlichen Raum sind in u. a. in Darmstadt, Düsseldorf, Essen, Heilbronn, Marl, Michelstadt, Mülheim an der Ruhr und Neckarsulm zu sehen.